# Ламинарид
Ламинарид (ламинарии слоевища, Laminariae thalli) — слабительное средство.

## Лекарственная форма
Гранулы для приготовления суспензии для приема внутрь, сырье растительное измельченное, таблетки, таблетки покрытые оболочкой

## Фармакологическое действие
Средство растительного происхождения. Оказывает слабительное, тиреоидное и гиполипидемическое действие. Слабительное действие обусловлено увеличением объема каловых масс, раздражением рецепторов слизистой оболочки кишечника и стимуляцией перистальтики.

## Показания
Хронические запоры.

## Противопоказания
Гиперчувствительность (в том числе к йоду), тяжелая почечная недостаточность, геморрагический диатез, «острый» живот, нефрит, беременность.

## Побочные действия
Атония кишечника; диспепсия, аллергические реакции. При длительном применении — «йодизм».

## Способ применения и дозы
Внутрь, по 5-10 г (в виде гранул и измельченного сырья) 1-3 раза в сутки после еды или по 2.5-5 г (в виде таблеток) 1 раз в день. Таблетки проглатывают или разжевывают и запивают водой (не менее 200 мл).